# 오제르키역
오제르키역(러시아어: Озерки)은 러시아 상트페테르부르크 시에 있는 상트페테르부르크 지하철 모스콥스코 페트로그라츠카야 선의 역이다. 1988년 8월 19일에 개통되었다.